# Dorothy und der Zauberer in Oz
Dorothy und der Zauberer in Oz ist ein Kinderbuch des US-amerikanischen Schriftstellers Lyman Frank Baum. Die Erzählung erschien 1908 unter dem Originaltitel Dorothy and the Wizzard in Oz mit Illustrationen von John R. Neill. Dabei handelt es sich um den vierten Band des Oz-Zyklus, der in den USA zu den beliebtesten Kinderbüchern gehört und zum Teil auch in deutscher Sprache verlegt wurde.

## Handlung
Dorothy kommt mit dem Zug und ihrer Katze Eureka nach Hugson in Kalifornien, wo sie Onkel Bill Hugson besuchen will, bei dem sich gerade Onkel Henry aufhält. Sie wird von ihrem Cousin zweiten Grades, Zeb, mit einer Kutsche vom Bahnhof abgeholt, die von dem klapprigen Pferd Jim gezogen wird. Während der Fahrt zur Hugson Ranch werden sie von einem schweren Erdbeben überrascht und von einer Erdspalte verschlungen. Sie stürzen unendlich lange und langsam in die Tiefe, wo sie überraschenderweise in einer gläsernen Stadt landen. Diese gehört zum unterirdischen Zauberland Mangaboo, wo sie recht unfreundlich empfangen werden. Die Bewohner machen Dorothy, Zeb, das Pferd Jim und die Katze Eureka dafür verantwortlich, dass während des Erdbebens Steine auf die Stadt herabgeprasselt sind, die schwere Schäden angerichtet haben. Um zu ergründen, ob sie wirklich schuldig sind, werden sie zum Hexenmeister Gwig gebracht. Noch bevor man richtig mit ihm ins Gespräch kommt, wird ein neuer Ankömmling gemeldet. Es handelt sich um einen Ballon, der langsam zur gläsernen Stadt herabsinkt. Zu ihrer Überraschung entsteigt ihm Oz, der ehemalige Herrscher der Smaragdenstadt, den Dorothy mit ihren Freunden in Der Zauberer von Oz als Schwindler entlarvt hatten. Die beiden erkennen sich sofort wieder. Oz ist beim Erdbeben ebenfalls von einer Erdspalte verschlungen worden, als er gerade landen wollte. Weil Dorothy und Oz bei ihrer Unterhaltung das Wort Zauberer aussprechen, soll Oz sich mit dem Hexenmeister Gwin messen. Oz ist bereit und verblüfft die Leute mit einem Taschenspielertrick und neun Minischweinen. Gwin, der dem nichts entgegensetzen kann, beschließt sich dadurch zu rächen, dass er Oz die Atemluft nimmt. Mit letzter Kraft kann Oz mehrere Messer aus seiner Tasche ziehen, die er zusammensetzt und so ein Schwert bastelt. Damit teilt er Gwins Kopf in zwei Hälften. Erstaunt stellt er dabei fest, dass es sich um eine Gemüseknolle handelt. Der Prinz der Mangabus, wie sich die unterirdischen Menschen nennen, erzählt nun, dass sie alle Gemüseknollen seien. Und um nun einen neuen Hexenmeister heranzuziehen, sollen die Reste von Gwin in den Gärten von Mangaboo begraben werden, damit eine Pflanze mit neuen Hexenmeistern daraus entstehen soll. Gemeinsam begibt man sich zu den Gärten. Dort zeigt ihnen der Prinz die Pflanze, an der bereits seine Nachfolgerin wächst. Obwohl diese bereits reif zu sein scheint, weigert er sich, sie zu pflücken, da er dann seine Herrschaft verlieren würde. Nachdem er ihnen dies erzählt hat, offenbart er Dorothy und ihren Freunden, dass er sie zu vernichten gedenkt, da sie in Mangaboo nur für Unruhe sorgen. Erschrocken schlägt Oz vor, die Prinzessin zu pflücken und damit den Prinzen außer Amtes zu setzen.
Schon bald müssen sie aber feststellen, dass die Prinzessin kaum besser ist als ihr Vorgänger. Zwar verzichtet sie darauf, Dorothy, Zeb, und Oz zu töten, doch ihre Tiere sollen immer noch in die Schwarze Grube geworfen werden. Ein paar Tage später fallen die Mangabus über die Tiere her und treiben sie in die schwarze Grube, die sie mit Glasfelsen zu verschließen beginnen. Selbst die Kutsche nehmen sie mit. Die Katze Eureka kann entkommen und Dorothy und ihre Freunde zu Hilfe rufen. Sofort eilen sie zu der Grube, werden aber von der Übermacht der Mangabus ebenfalls in diese gedrängt. Es zeigt sich, dass die Schwarze Grube eine riesige Höhle ist. Den Freunden bleibt nichts weiter übrig, als einen anderen Ausgang zu suchen. Jim, das Pferd, wird vor die Kutsche gespannt und man beginnt eine Reise ins Ungewisse.
Nach kurzer Zeit gelangt man in das Tal Voe, einer idyllischen Landschaft mit schmucken Häusern und Gärten. Doch nirgendwo scheint es Menschen oder Tiere zu geben. Doch diese sind nur unsichtbar. Im Tal wächst nämlich die Dama-Frucht, die alle die sie essen unsichtbar macht. Von den Einwohnern erfahren die Freunde, dass sie sich, wenn sie zur Oberwelt zurückwollen, zum Pyramidenberg begeben müssen, auf dem aber die schrecklichen Gruselköpfe leben. Trotz der geschilderten Gefahren brechen die Freunde zum Pyramidenberg auf, den sie, nach einer unliebsamen Begegnung mit unsichtbaren Bären erreichen. Es beginnt ein beschwerlicher Aufstieg, der sie ins Land der Gruselköpfe führt, schrecklichen Wesen aus Holz, die sofort über sie herfallen und sie gefangen nehmen. Aber schon nach kurzer Zeit gelingt den Freunden die Flucht in eine andere Höhle, von der sie hoffen, dass sie sie endgültig in die Oberwelt führt. Leider stellen sie nach kurzer Zeit fest, dass sie sich in einer Sackgasse befinden, aus der sie nicht mehr herauskönnen.
Da erinnert sich Dorothy an ihre Abmachung mit Ozma, dass diese jeden Tag in ihrem Wunderspiegel nachschaut, wie es ihrer kleinen Freundin aus Kansas geht. Als die verabredete Zeit heran ist, macht Dorothy das verabredete Zeichen, dass sie gerne ihre Freundin zu sehen wünscht. Ozma legt sofort den Zaubergürtel des Nom-Königs an und wünscht Dorothy in die Smaragdenstadt. Kurz darauf werden auch ihre Begleiter herbeigewünscht.
Mit einem großen, mehrtägigen Fest wird die Ankunft von Dorothy und ihren Begleitern in Oz gefeiert. Während der ehemalige „Zauberer“ von Oz beschließt, für immer in der Smaragdenstadt zu bleiben, werden Dorothy und Zeb auf eigenen Wunsch wieder nach Hause geschickt.

## Wer und was ist Oz?
Im vierten Band der Oz-Serie wird endlich geklärt, ob sich nun der Zauberer nach dem Land, bzw. das Land sich nach dem Zauber benennt. Der ehemalige „Zauberer“ erzählt, dass er sich Oz nennt, weil sein wahrer Name Oskar Zoroaster Phadrig Isaak Norman Henkle Emmanuel Ambroise Diggs ist. Dieser Name war ihm aber schon immer zu lang gewesen, weshalb er sich nach den Initialen seiner ersten beiden Namen O und Z benannte. Diese Buchstaben standen auch ganz groß auf dem Ballon, mit dem er im Zauberland gelandet ist. Die Initiale der anderen Namen P, I, N, H, E, A und D ließ er weg, da diese hintereinandergelesen das Wort Pinhead ergeben, was ein Synonym für „Dummkopf“ ist. Zufälligerweise hieß aber auch das Land selber Oz, weshalb sie den Ballonfahrer erst für einen Zauberer hielten, glaubten sie doch, er wäre ein Nachfahre ihrer ehemaligen Herrscherfamilie.

## Kontinuitätsfehler
Wie auch schon bei den vorangegangenen Bänden, gibt es auch im vierten Band kleinere Fehler gegenüber den Vorbüchern. Der „Zauberer“ Oz wird nun wieder als der Erbauer der Smaragdenstadt bezeichnet und er hat auch noch nie etwas von Ozma gehört, obwohl er sie, laut des Bandes Im Reich des Zauberers Oz, selbst zur bösen Hexe Mombi gebracht hat, nachdem er die Smaragdenstadt erobert hatte. In Ozma von Oz verabreden Dorothy und Ozma, dass Ozma jeden Samstagmorgen in den Wunderspiegel schaut und sich Dorothy zeigen lässt. Im vierten Band erzählt Dorothy aber, dass sie es jeden Tag um Punkt vier Uhr am Nachmittag macht. Ebenfalls im vierten Band wird gesagt, dass ein Herrscher der Smaragdenstadt stets Oz und eine Herrscherin stets Ozma heißen, doch Ozmas Vater hieß laut zweitem Band Pastoria. Ozma erzählt jetzt auch, das Mombi einst die böse Nordhexe gewesen ist und Ozmas Großvater gestürzt hat, bevor sie selbst von einer guten Fee verdrängt worden ist. Wurde Oz im zweiten Band noch von allen Bewohnern des Landes als Schwindler beschimpft, ist davon im vierten Band keine Rede mehr.

### Erstausgabe
- Dorothy and the Wizard in Oz. Chicago: Reilly and Britton Company 1908

### Deutsche Übersetzungen
- L. Frank Baum: Dorothy und der Zauberer in Oz. Übers. Esmy Berlt, LeiV Buchhandels und Verlagsanstalt, Leipzig 1999, ISBN 3-89603-035-3

| Die Oz-Bücher                     | Die Oz-Bücher    | Die Oz-Bücher                               |
| --------------------------------- | ---------------- | ------------------------------------------- |
| Vorangegangener Band: Ozma von Oz | Lyman Frank Baum | Nachfolgender Band: Dorothy auf Zauberwegen |